# Спиральный виадук в Брусио
Спиральный виадук в Брусио (итал. Viadotto elicoidale di Brusio, нем. Kreisviadukt Brusio, фр. Viaduc hélicoïdal de Brusio) — девятиарочный однопутный каменный железнодорожный мост, часть спиральной железнодорожной петли, служит для изменения высоты железнодорожных путей. Находится около населённого пункта Брусио в кантоне Граубюнден, Швейцария. Часть Бернинской линии Ретийской железной дороги, являющейся объектом Всемирного наследия ЮНЕСКО.
Через виадук проходит маршрут «Бернина экспресса».

## Расположение
Виадук находится на участке Бернинской железной дороги (Санкт-Мориц в Швейцарии — Тирано в Италии), являющейся сейчас частью Ретийской железной дороги, между станциями Брусио (Brusio) и Кампашио (Campascio), примерно в 55 км от конечной станции в Санкт-Морице.
Аналогичный виадук имеется в Германии в городе Рендсбург.
Единственным аналогом среди автомобильных дорог с пересечением дорогой самой себя на разных уровнях является поворот «Петля галстука» на перевале на Мальорке (недоступная ссылка с 13-04-2017 [3016 дней]).

## История
Каменный виадук был открыт 1 июля 1908 года, одновременно с запуском в эксплуатацию перегона Тирано — Поскьяво. Строительство вела Бернинская железнодорожная компания, но в 1943 году она была приобретена Ретийской железной дорогой.

## Конструкция
Виадук имеет длину 115,8 м, высоту 17 м и состоит из 9 арочных пролетов по 10,8 м. Горизонтальный радиус изгиба составляет 70 метров, продольный уклон — 7 %.
Ширина колеи — 1000 мм, электрификация — 1000 В постоянного тока.

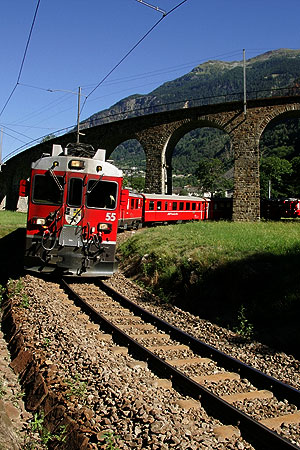
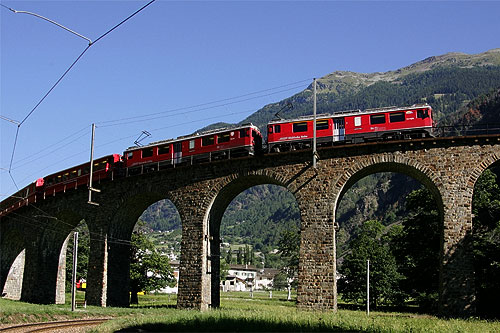
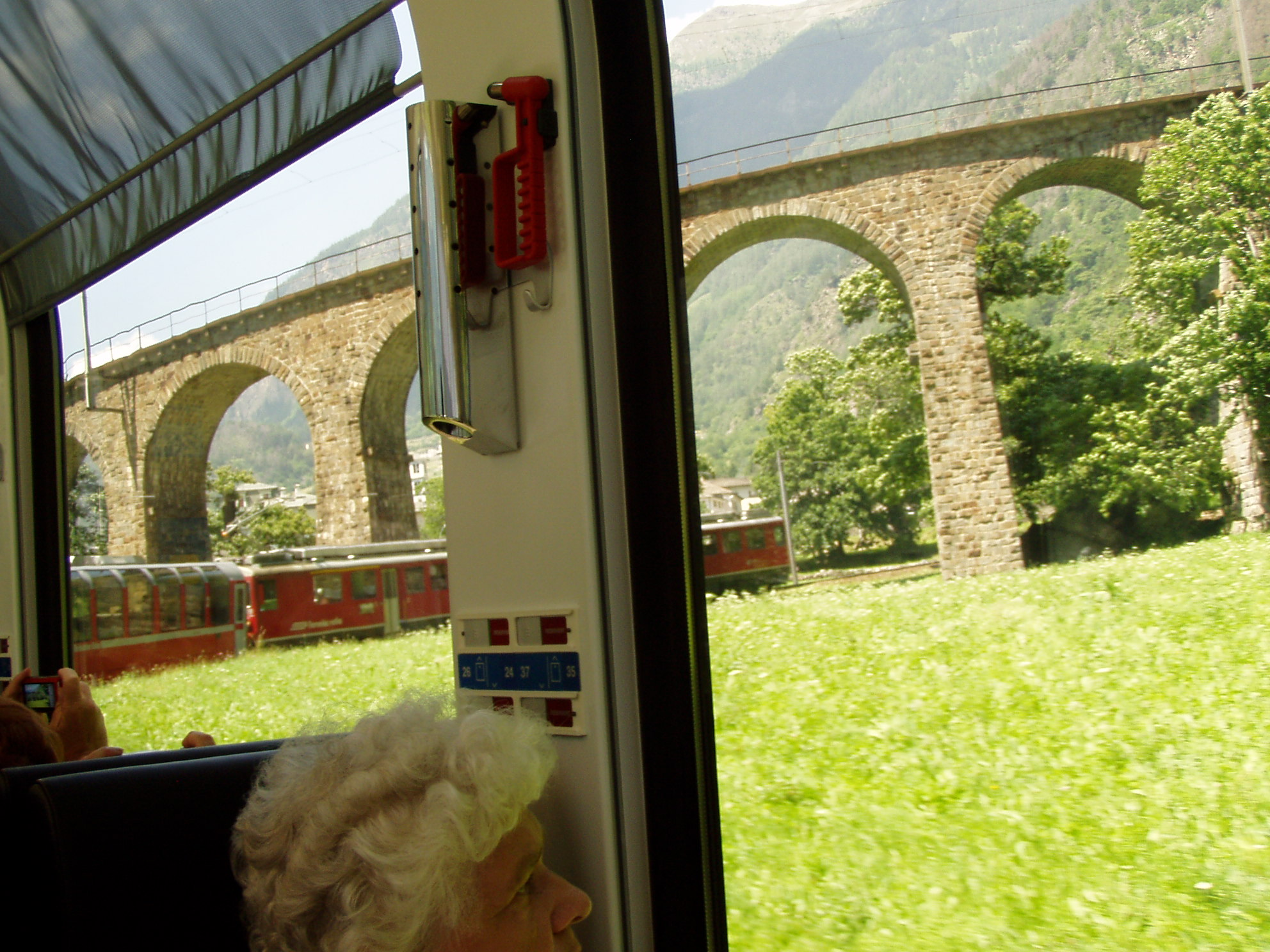
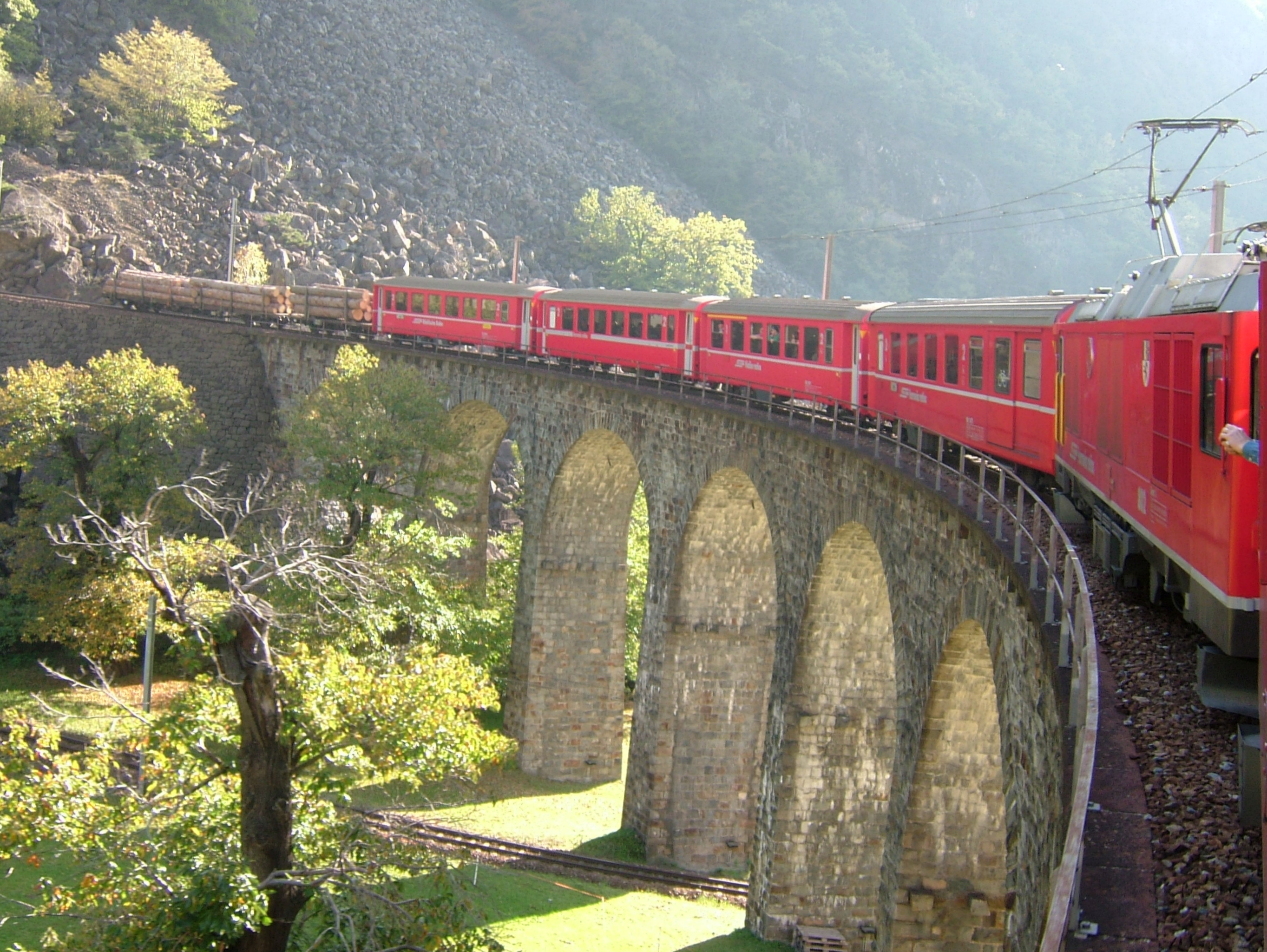
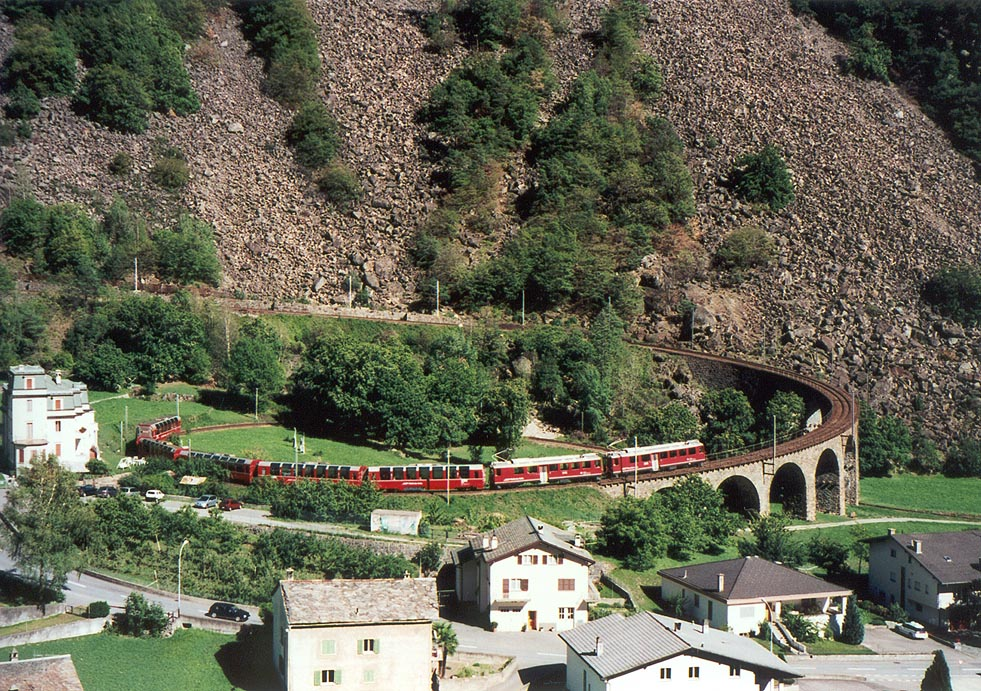